# Dhaurehra
Dhaurehra – miasto w północnych Indiach w stanie Uttar Pradesh, na Nizinie Hindustańskiej.
Populacja miasta w 2001 roku wynosiła 18 882 mieszkańców.